# Sud-Est (región de desarrollo)
Sud-Est (español: Sureste) es una región de desarrollo en Rumania. Como ocurre con las demás regiones de desarrollo, no tiene poderes administrativos, siendo su función principal la de coordinar proyectos de desarrollo regional y gestionar fondos de la Unión Europea.

## Distritos
La región cubre la parte sureste del país e incluye las antiguas regiones históricas de Dobrudja, el sur de Moldavia y el noreste de Muntenia. La región Sud-Est se compone de los siguientes distritos:
- Brăila (Muntenia)
- Buzău (Muntenia)
- Constanța (Dobrudja)
- Galați (Moldavia)
- Tulcea (Dobrudja)
- Vrancea (Moldavia)